# Alberto II di Meclemburgo
Alberto II di Meclemburgo (Schwerin, 1318 circa – 18 febbraio 1379) fu duca di Meclemburgo-Schwerin dal 1352 sino alla sua morte.
Signore feudale del Nord della Germania, sulle coste del Mar Baltico, fu capo della casa di Meclemburgo. A partire dagli anni cinquanta del XIII secolo pose la propria sede a Schwerin.

## Biografia
Alberto era il terzo figlio del Duca Enrico II di Meclemburgo (c. 1266-1329), signore di Stargard (Starij Gorod) e della sua seconda moglie, la Principessa Anna di Sassonia-Wittenberg (m. 1327), della casata principesca degli Ascanidi.
Alberto succedette al padre come signore Meclemburgo nel 1329. Egli mostrò di avere mire espansionistiche sull'area della Scandinavia, ottenendovi diversi feudi. Il 1º luglio 1347 l'Imperatore del Sacro Romano Impero elevò il Meclemburgo a ducato, facendo di Alberto (assieme al fratello minore) il primo duca di Meclemburgo.
Il 10 aprile 1336 sposò una nobile scandinava, Eufemia di Svezia e Norvegia (1317-1370), figlia di Eric di Svezia, duca di Sudermannia e di Halland, e della principessa Ingeborg di Norvegia, unica figlia legittima del Re Haakon V di Norvegia; Eufemia era anche sorella del re Magnus IV di Svezia. Attraverso questo matrimonio Alberto acquisì una posizione di rilievo in Svezia, grazie all'eredità della moglie, continuando così a partecipare alle vicende politiche della Scandinavia e, per la sua astuzia e ambizione, fu soprannominato dagli svedesi la "Volpe del Meclemburgo".
Probabilmente attorno al 1362 Alberto fece sposare il proprio figlio maggiore, il futuro Enrico III di Meclemburgo, con Ingeborg di Danimarca, la figlia maggiore (e quindi potenziale erede) del re Valdemaro IV di Danimarca. Il figlio nato da questo matrimonio fu immediatamente proposto come erede di Danimarca, incontrando però l'opposizione della figlia minore del re di Danimarca, Margherita, futura sovrana dell'Unione di Kalmar.
Nel frattempo il cognato, Magnus IV, si trovava in gravi difficoltà, dovendo fronteggiare l'opposizione di molti nobili, che sostenevano il figlio di Alberto, Enrico, come rivale in Svezia. Alla morte del giovane Enrico, il secondo figlio di Alberto, anch'egli di nome Alberto, ne prese il posto come pretendente, e deposto lo zio, divenne re Alberto di Svezia.
Alla morte della prima moglie, il duca Alberto II si risposò con la contessa Adelaide di Hohenstein, figlia del conte Ulrico di Hohenstein, ma il matrimonio non ebbe eredi.

## Discendenza
Alberto aveva avuto cinque figli dal matrimonio con Eufemia:
- Enrico (1337-1383);
- Alberto (1338-1412);
- Magnus (dopo il 1338-1384);
- Ingeborg (1340-1395), sposò prima Ludovico VI di Baviera e successivamente Enrico II di Holstein;
- Anna.

## Ascendenza
|                             |                       |                             | Genitori                       |  |  | Nonni |  |  | Bisnonni                  |  |  | Trisnonni                       |  |
|                             |                       |                             |                                |  |  |       |  |  | Giovanni I di Meclemburgo |  |  | Enrico Borwin II di Meclemburgo |  |
|                             |                       |                             |                                |  |  |       |  |  | Giovanni I di Meclemburgo |  |  | Enrico Borwin II di Meclemburgo |  |
|                             |                       | Kristina di Svezia          |                                |  |  |       |  |  | Giovanni I di Meclemburgo |  |  |                                 |  |
| Enrico I di Meclemburgo     |                       |                             |                                |  |  |       |  |  | Giovanni I di Meclemburgo |  |  |                                 |  |
|                             |                       | Liutgarda di Henneberg      | Poppo VII di Henneberg         |  |  |       |  |  |                           |  |  |                                 |  |
|                             |                       | Liutgarda di Henneberg      | Poppo VII di Henneberg         |  |  |       |  |  |                           |  |  |                                 |  |
|                             |                       | Liutgarda di Henneberg      | …                              |  |  |       |  |  |                           |  |  |                                 |  |
| Enrico II di Meclemburgo    |                       | Liutgarda di Henneberg      |                                |  |  |       |  |  |                           |  |  |                                 |  |
|                             |                       | Barnim I di Pomerania       | Boghislao II di Pomerania      |  |  |       |  |  |                           |  |  |                                 |  |
|                             |                       | Barnim I di Pomerania       | Boghislao II di Pomerania      |  |  |       |  |  |                           |  |  |                                 |  |
|                             |                       | Barnim I di Pomerania       | Miroslawa di Pomerelia         |  |  |       |  |  |                           |  |  |                                 |  |
| Anastasia di Pomerania      |                       | Barnim I di Pomerania       |                                |  |  |       |  |  |                           |  |  |                                 |  |
|                             |                       | Marianna                    | …                              |  |  |       |  |  |                           |  |  |                                 |  |
|                             |                       | Marianna                    | …                              |  |  |       |  |  |                           |  |  |                                 |  |
|                             |                       | Marianna                    | …                              |  |  |       |  |  |                           |  |  |                                 |  |
| Alberto II di Meclemburgo   |                       | Marianna                    |                                |  |  |       |  |  |                           |  |  |                                 |  |
|                             | Alberto I di Sassonia | Bernardo III di Sassonia    |                                |  |  |       |  |  |                           |  |  |                                 |  |
|                             | Alberto I di Sassonia | Bernardo III di Sassonia    |                                |  |  |       |  |  |                           |  |  |                                 |  |
|                             | Alberto I di Sassonia | Brigitta di Danimarca       |                                |  |  |       |  |  |                           |  |  |                                 |  |
| Alberto II di Sassonia      | Alberto I di Sassonia |                             |                                |  |  |       |  |  |                           |  |  |                                 |  |
|                             |                       | Elena di Brunswick-Lüneburg | Ottone I di Brunswick-Lüneburg |  |  |       |  |  |                           |  |  |                                 |  |
|                             |                       | Elena di Brunswick-Lüneburg | Ottone I di Brunswick-Lüneburg |  |  |       |  |  |                           |  |  |                                 |  |
|                             |                       | Elena di Brunswick-Lüneburg | Matilde di Brandeburgo         |  |  |       |  |  |                           |  |  |                                 |  |
| Anna di Sassonia-Wittenberg |                       | Elena di Brunswick-Lüneburg |                                |  |  |       |  |  |                           |  |  |                                 |  |
|                             |                       | Rodolfo I d'Asburgo         | Alberto IV il Saggio           |  |  |       |  |  |                           |  |  |                                 |  |
|                             |                       | Rodolfo I d'Asburgo         | Alberto IV il Saggio           |  |  |       |  |  |                           |  |  |                                 |  |
|                             |                       | Rodolfo I d'Asburgo         | Edvige di Kyburg               |  |  |       |  |  |                           |  |  |                                 |  |
| Agnese d'Asburgo            |                       | Rodolfo I d'Asburgo         |                                |  |  |       |  |  |                           |  |  |                                 |  |
|                             |                       | Gertrude di Hohenberg       | Burcardo V di Hohenberg        |  |  |       |  |  |                           |  |  |                                 |  |
|                             |                       | Gertrude di Hohenberg       | Burcardo V di Hohenberg        |  |  |       |  |  |                           |  |  |                                 |  |
|                             |                       | Gertrude di Hohenberg       | Matilde di Tubinga             |  |  |       |  |  |                           |  |  |                                 |  |
|                             |                       | Gertrude di Hohenberg       |                                |  |  |       |  |  |                           |  |  |                                 |  |